# 紹興文廟
紹興文廟（しょうこうぶんびょう）は、中華人民共和国浙江省紹興市越城区塔山街道に位置する孔子廟。現廟は清代の所建である。

## 沿革
紹興文廟の歴史は唐代にまでさかのぼる。宋代、望花橋に移転した。
2002年、紹興市人民政府は文廟を紹興市文物保護単位に認定した。2021年、紹興府学宮を増築した。

## 建築物
戟門、泮池、大成門、紹興府学宮